# Telegram (phần mềm)
Telegram Messenger là một dịch vụ nhắn tin tức thời miễn phí, đa nền tảng, mã hóa. Ứng dụng này cũng cung cấp các cuộc trò chuyện được mã hóa đầu cuối, thường được gọi là trò chuyện bí mật và gọi điện video, VoIP, chia sẻ tệp và một số tính năng khác. Telegram ra mắt lần đầu cho iOS vào ngày 14 tháng 8 năm 2013 và trên Android vào ngày 20 tháng 10 năm 2013. Telegram có năm trung tâm dữ liệu ở các khu vực khác nhau trên thế giới, trong khi trung tâm điều hành có trụ sở tại Dubai, Các Tiểu vương quốc Ả Rập Thống nhất.
Telegram cung cấp các cuộc trò chuyện được mã hóa đầu cuối tùy chọn. Các cuộc trò chuyện và nhóm trên đám mây được mã hóa giữa máy khách và máy chủ để các ISP và bên thứ ba khác trên mạng không thể truy cập dữ liệu. Người dùng có thể gửi tin nhắn văn bản và tin nhắn thoại, thực hiện cuộc gọi thoại và video, đồng thời chia sẻ không giới hạn số lượng hình ảnh, tài liệu (2 GB mỗi tệp), vị trí người dùng, nhãn dán động, danh bạ và tệp âm thanh. Người dùng cũng có thể theo dõi các kênh.
Telegram đã vượt qua WhatsApp và Facebook Messenger để trở thành ứng dụng nhắn tin tức thời phổ biến nhất ở Belarus, Moldova, Jordan, Armenia, Azerbaijan, Kazakhstan, Kyrgyzstan, Campuchia, Ethiopia, Nga và Ukraine.

## Lịch sử

### Phát triển
Năm 2013, hai anh em Nikolai và Pavel Durov cho ra mắt Telegram vào năm 2013. Trước đó, cặp đôi đã thành lập trang mạng xã hội VK của Nga sau đó rời đi khi trang mạng đó được Tập đoàn Mail.ru tiếp quản. Nikolai Durov đã tạo ra giao thức MTProto làm nền tảng để nhắn tin, trong khi Pavel hỗ trợ tài chính và cơ sở hạ tầng. Họ khởi nghiệp công ty và ứng dụng này ở Nga sau đó chuyển sang Đức. Telegram tuyên bố rằng mục tiêu cuối cùng không phải là vì lợi nhuận, nhưng hiện tại công ty này không hề được cấu trúc giống như một tổ chức phi lợi nhuận.
Telegram được đăng ký là vừa là công ty hợp doanh trách nhiệm hữu hạn ở Anh  vừa ở Mỹ. Telegram không tiết lộ nơi họ thuê văn phòng hoặc pháp nhân đứng tên thuê văn phòng với lý do cần phải "che chở cho đội ngũ khỏi những tác động không cần thiết" và bảo vệ người dùng khỏi các yêu cầu cung cấp dữ liệu của chính phủ. Pavel Durov nói rằng dịch vụ này có trụ sở tại Berlin, Đức, giữa năm 2014  và đầu năm 2015, nhưng đã chuyển sang các khu vực pháp lý khác nhau sau khi không xin được giấy phép cư trú cho tất cả những người trong đội ngũ. Durov rời Nga và được cho là đã di chuyển từ nước này sang nước khác với một nhóm nhỏ lập trình viên  gồm 15 thành viên cốt lõi. Theo báo cáo, Telegram có nhân viên ở St. Petersburg.  Đội ngũ Telegram hiện đang đặt trụ sở ở Dubai. Các trung tâm dữ liệu của công ty này trải rộng trên một cấu trúc công ty phức tạp gồm các công ty vỏ bọc ở nhiều khu vực pháp lý khác nhau để tránh tuân thủ lệnh triệu tập của chính phủ. Công ty cho biết điều này được thực hiện "để bảo vệ dữ liệu không được mã hóa đầu cuối". Trang Câu hỏi thường gặp (FAQ) của Telegram cho biết công ty không xử lý bất kỳ yêu cầu nào liên quan đến nội dung bất hợp pháp trong các cuộc trò chuyện và trò chuyện nhóm và "cho đến nay, chúng tôi đã tiết lộ 0 byte dữ liệu người dùng cho bên thứ ba, bao gồm cả chính phủ".

### Số người dùng
Vào tháng 10 năm 2013, Telegram có 100.000 người dùng  hoạt động hàng ngày. Tháng 3 năm 2014, Telegram tuyên bố đạt 15 triệu người dùng hoạt động hàng ngày. Tháng 10 năm 2014, các kế hoạch giám sát của chính phủ Hàn Quốc đã khiến nhiều người dân chuyển sang dùng Telegram. Tháng 12 năm 2014, Telegram tuyên bố có 50 triệu người dùng đang hoạt động, 1 tỷ tin nhắn mỗi ngày và 1 triệu người dùng mới mỗi tuần. Tháng 9 năm 2015, ứng dụng này có 60 triệu người dùng đang hoạt động và trao đổi 12 tỷ tin nhắn mỗi ngày.
Theo Ủy ban Giao dịch và Chứng khoán Hoa Kỳ, số người dùng Telegram hàng tháng tính đến tháng 10 năm 2019 là 300 triệu người trên toàn thế giới.
Vào tháng 6 năm 2022, Telegram đã vượt mốc 700 triệu người dùng hoạt động hàng tháng. Cùng tháng đó, Telegram Premium, một gói đăng ký trả phí tùy chọn với một số tính năng bổ sung đã được ra mắt.
Kể từ tháng 7 năm 2023, Telegram đã trở thành phương tiện truyền thông xã hội phổ biến nhất ở Nga, với thị phần là 46,8% tính đến tháng 12 năm 2023.
Tính đến tháng 3 năm 2024, Telegram có hơn 900 triệu người dùng hoạt động hàng tháng theo Pavel.

## Tính năng
Telegram có sẵn các ứng dụng chính thức dành cho Android, iOS, Windows, macOS và Linux (yêu cầu có số điện thoại đang hoạt động khi dùng trên thiết bị iOS và Android).. Ngoài ra còn có hai ứng dụng Telegram web chính thức WebK và WebZ và nhiều ứng dụng không chính thức sử dụng giao thức của Telegram. Các thành phần chính thức của Telegram là mã nguồn mở, ngoại trừ máy chủ là nguồn đóng và độc quyền.

### Tài khoản

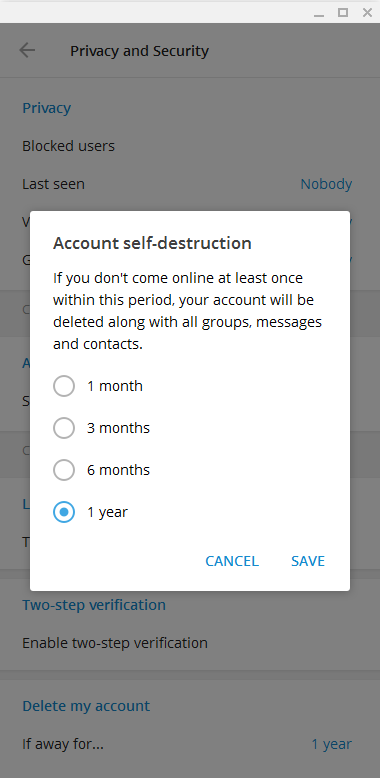
Tính năng tự hủy tài khoản

Tài khoản Telegram được gắn với số điện thoại và được xác minh bằng SMS. Người dùng có thể kết nối tài khoản của mình với nhiều ứng dụng khác nhau và nhận tin nhắn trên từng thiết bị, có thể ngắt kết nối riêng lẻ với từng thiết bị hoặc đăng xuất tất cả cùng một lúc, cũng có thể thay đổi số điện thoại gắn kết với tài khoản bất cứ lúc nào. Khi đó, những người trong danh bạ sẽ tự động được cập nhật số mới này. Ngoài ra, người dùng có thể thiết lập bí danh cho phép họ gửi và nhận tin nhắn mà không để lộ số điện thoại của họ. Tài khoản Telegram có thể bị xóa bất cứ lúc nào và mặc định tự động bị xóa sau 6 tháng không hoạt động, có thể tùy chọn thành 1 tháng hoặc 12 tháng.
Phương thức xác thực mặc định mà Telegram sử dụng để đăng nhập là xác thực một yếu tố dựa trên SMS.  Tất cả những gì cần thiết để đăng nhập vào tài khoản và có quyền truy cập vào các tin nhắn trên nền tảng đám mây của người dùng đó là mật mã một lần được gửi qua SMS đến số điện thoại của người dùng.  Những tin nhắn SMS đăng nhập này đã bị chặn ở Iran, Nga và Đức. Pavel Durov đã nói rằng người dùng Telegram ở"các quốc gia có vấn đề"nên kích hoạt xác thực hai yếu tố bằng cách tạo mật khẩu. Telegram vốn cũng cho phép tạo mật khẩu nhưng không yêu cầu phải làm điều này.

### Tin nhắn nền tảng đám mây
Tin nhắn mặc định của Telegram dựa trên nền tảng đám mây và có thể truy cập trên bất kỳ thiết bị nào được kết nối. Người dùng có thể chia sẻ ảnh, video, tin nhắn âm thanh và các tệp tin khác (kích thước tối đa 2.0 gigabyte cho mỗi tệp). Người dùng có thể gửi tin nhắn cho người dùng khác hoặc tới những nhóm lên tới 200.000 thành viên. Tin nhắn đã gửi có thể được chỉnh sửa trong vòng 48 giờ sau khi chúng được gửi đi và có thể xóa bất cứ lúc nào từ cả hai phía. Điều này cho phép người dùng sửa lỗi chính tả và rút lại các tin nhắn gửi nhầm.  Tin nhắn truyền đến các máy chủ của Telegram được mã hóa bằng giao thức MTProto.  Theo chính sách bảo mật của Telegram,"tất cả dữ liệu lưu trữ được mã hóa cao độ và các khóa mã hóa trong từng trường hợp được lưu trữ phân tán ở những khu vực pháp lý khác nhau. Bằng cách này, các kỹ sư địa phương hoặc những kẻ xâm nhập dữ liệu vật lý không thể truy cập vào dữ liệu người dùng". Điều này làm cho tính bảo mật của tin nhắn gần tương đương với thư điện tử. Hầu hết các nhà cung cấp đều sử dụng mã hóa máy khách-máy chủ, tuy nhiên thường là với giao thức bảo mật tầng giao vận được chuẩn hóa. Thư điện tử có thể được mã hóa trên máy chủ hoặc không. Tin nhắn dựa trên nền tảng đám mây của Telegram vẫn còn trên máy chủ ít nhất cho đến khi tất cả người tham gia đều đã xóa nó.
Cơ sở dữ liệu tin nhắn cục bộ của Telegram không được mã hóa theo mặc định. Một số máy khách của Telegram cho phép người dùng mã hóa cơ sở dữ liệu tin nhắn cục bộ bằng cách thiết lập cụm mật khẩu.

### Nhãn dán
Nhãn dán là hình ảnh độ nét cao dựa trên nền tảng đám mây nhằm cung cấp những biểu tượng cảm xúc giàu tính biểu cảm hơn. Khi nhập biểu tượng cảm xúc, người dùng sẽ được đề xuất gửi nhãn dán tương ứng với biểu tượng cảm xúc đó. Những nhãn dán cùng phong cách nằm trong một bộ và cùng một biểu tượng cảm xúc có nhiều nhãn dán khác nhau. Telegram mặc định sẵn một bộ nhãn dán  nhưng người dùng có thể cài đặt những bộ khác do bên thứ ba cung cấp. Hình ảnh nhãn dán sử dụng định dạng tập tin WebP, được tối ưu hóa để có thể truyền qua internet tốt hơn.

### Nháp
Nháp là những tin nhắn chưa hoàn thành được đồng bộ hóa trên các thiết bị của người dùng. Người dùng có thể bắt đầu nhập tin nhắn trên một thiết bị và tiếp tục trên một thiết bị khác. Nháp sẽ tiếp tục nằm trong khu vực chỉnh sửa trên bất kỳ thiết bị nào cho đến khi nó được gửi hoặc bị xóa.

### Trò chuyện bí mật

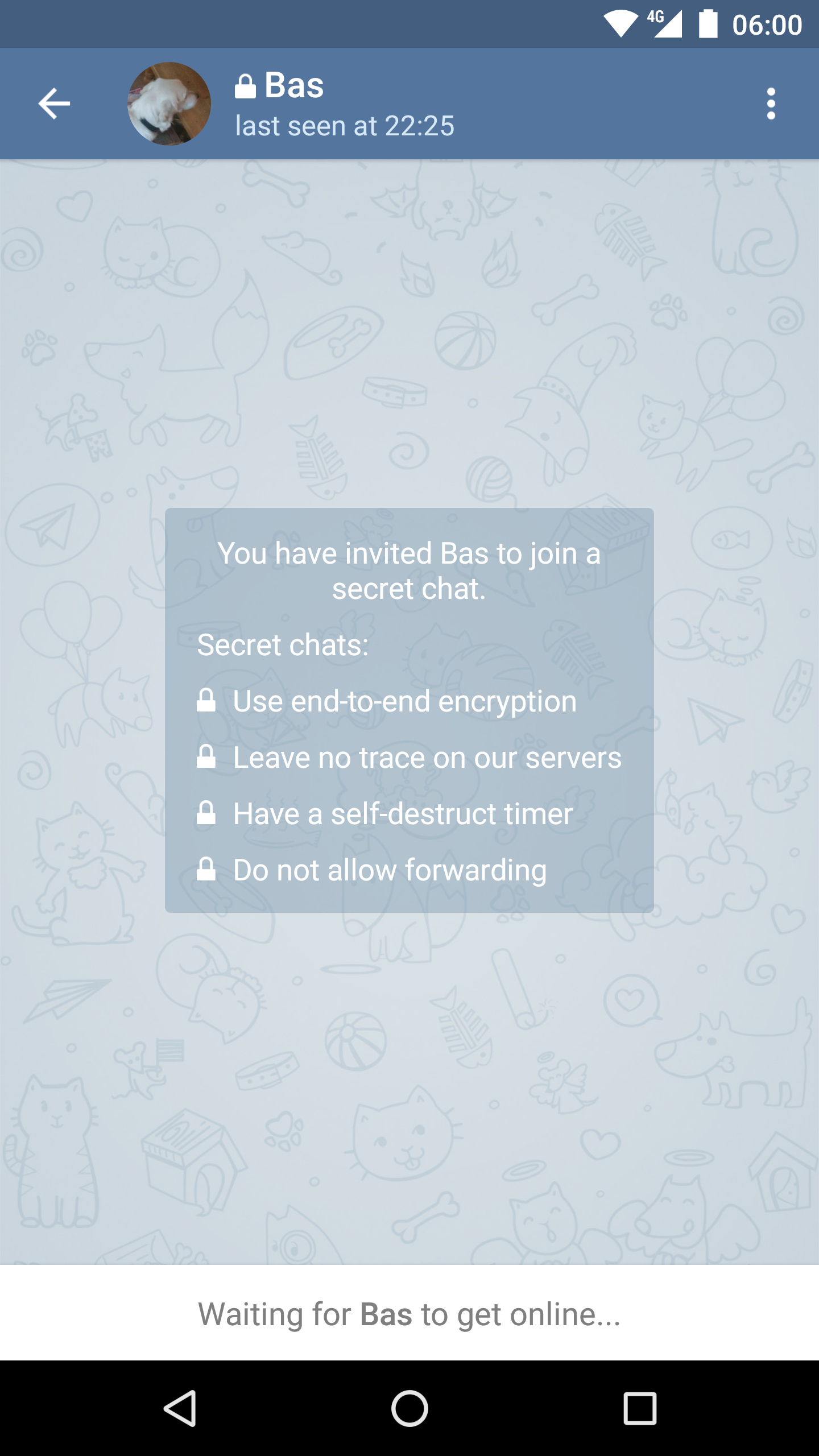
Thông báo xác nhận"trò chuyện bí mật"- ảnh chụp màn hình từ Android Marshmallow.

Tin nhắn cũng có thể được gửi thông qua giao thức mã hóa từ máy khách đến máy khách trong phòng trò chuyện bí mật. Những tin nhắn này được mã hóa với giao thức MTProto. Không giống như các tin nhắn dựa trên nền tảng đám mây của Telegram, các tin nhắn được gửi trong phòng trò chuyện bí mật chỉ có thể được truy cập trên thiết bị mà phòng trò chuyện bí mật được tạo ra và thiết bị mà phòng trò chuyện bí mật chấp nhận; không thể truy cập những tin nhắn này trên các thiết bị khác.   Những tin nhắn được gửi trong phòng trò chuyện bí mật, về nguyên tắc, có thể bị xóa bất cứ lúc nào và có thể tự hủy.
Người tham gia phòng trò chuyện bí mật phải nhận được lời mời và chấp nhận nó, theo đó các khóa mã hóa cho phiên trò chuyện được trao đổi qua lại. Người dùng trong phòng trò chuyện bí mật có thể xác minh rằng không có cuộc tấn công xen giữa nào xảy ra bằng cách so sánh các hình ảnh trực quan hóa vân tay khóa công khai của họ.
Theo Telegram, các phòng trò chuyện bí mật đã hỗ trợ tính hướng đến mức độ hoàn hảo về bảo mật kể từ tháng 12 năm 2014. Khóa mã hóa được thay đổi định kỳ sau khi được sử dụng hơn 100 lần hoặc được sử dụng hơn một tuần. Các khóa mã hóa cũ đều bị phá hủy.
Người dùng Windows và GNU / Linux vẫn không thể sử dụng các phòng trò chuyện bí mật thông qua ứng dụng Telegram phiên bản dành cho máy tính nhưng trên macOS thì được.
Telegram web
Telegram Web là phương thức giúp người dùng có thể đăng nhập Telegram ngay trên trình duyệt web thông qua mã QR hoặc tài khoản Telegram
Phòng chuyện bí mật không hoạt động cho nhóm hoặc kênh.